# Języki transnowogwinejskie

Poszczególne rodziny zaliczane do języków transnowogwinejskich

Języki transnowogwinejskie – rodzina językowa wyróżniana wśród licznych i bardzo zróżnicowanych języków używanych przez ludność Nowej Gwinei. Według bazy danych Ethnologue obejmuje 481 języków; jest to największa spośród postulowanych rodzin języków papuaskich. Pokrewieństwo tych języków nie zostało w pełni potwierdzone. Według danych szacunkowych z 2010 r. posługuje się nimi 4 mln ludzi.
Obszar zamieszkany przez ludy posługujące się językami transnowogwinejskimi obejmuje tereny należące do trzech państw: Indonezji, Papui-Nowej Gwinei i Timoru Wschodniego. Dokładniej, na obszar ten składa się większość Nowej Gwinei (z wyjątkiem północnej części wyspy i fragmentów wybrzeży), wschodnia część Timoru, wyspy Alor i Pantar oraz mniejsze okoliczne wyspy. Duża część tych języków jest słabo udokumentowana.
Z punktu widzenia typologii języki transnowogwinejskie są stosunkowo jednolite. Charakteryzują się prostymi systemami dźwiękowymi oraz złożoną morfologią czasownika. Ich systemy zaimkowe dysponują zwykle liczbą podwójną, rzadziej potrójną. Języki te przeważnie operują szykiem wyrazów SOV.